# Acianthinae
Acianthinae – podplemię roślin z rodziny storczykowatych (Orchidaceae). Obejmuje 4 rodzaje oraz około 170 gatunków występujących w Azji, Australii i Oceanii.

## Systematyka
Podplemię sklasyfikowane do plemienia Diurideae z podrodziny storczykowych (Orchidoideae) w rodzinie storczykowatych (Orchidaceae), rząd szparagowce (Asparagales) w obrębie roślin jednoliściennych.
Wykaz rodzajów
- Acianthus R.Br.
- Corybas Salisb.
- Corysanthes R.Br.
- Cyrtostylis R.Br.
- Stigmatodactylus Maxim. ex Makino
- Townsonia Cheeseman